# Heinrich Klumpp
Albert Heinrich Klumpp (* 16. Juni 1875 in Stuttgart; † 6. August 1961 in Leonberg) war ein deutscher Verwaltungsjurist.

## Leben
Klumpp war ein Sohn des Kürschnermeisters und Hofkürschners Eberhard Heinrich Klumpp und dessen Ehefrau Ottilie Lisette, geb. Mössinger. Er studierte ab 1894 Rechtswissenschaften an den Universitäten Tübingen und Leipzig und legte im November 1899 die erste, 1901 die zweite höhere Dienstprüfung ab. In Tübingen war er seit 1894 Mitglied der Landsmannschaft Ghibellinia. Im Februar 1903 wurde er von der Universität Tübingen bei Ludwig von Jolly mit einer Arbeit über Geschichte und Reform der Zusammensetzung der Kammer der Standesherren zum Dr. sc. pol. promoviert.
Seine erste Dienststellung trat Klumpp im Juli 1901 als Kanzleihilfsarbeiter bei der Kreisregierung des Jagstkreises in Ellwangen an. Im August des Jahres wurde er stellvertretender Amtmann beim Amtsoberamt Stuttgart, 1902 Hilfsarbeiter, zunächst bei der Kanzlei der Kammer der Abgeordneten, dann beim ständigen Ausschuss und dort mit der Erstellung des Hauptregisters über die Verhandlungen beider Kammern beauftragt. 1905 wurde er stellvertretender Amtmann bei der Stadtdirektion Stuttgart. 1907 wurde er in gleicher Funktion zum Oberamt Leonberg versetzt. Von 1908 bis 1918 war er Amtmann in Leonberg. Von August 1914 bis September 1917 nahm er am Ersten Weltkrieg teil.
Nach Kriegsende wurde Klumpp am 24. November 1918 als Berichterstatter und Mitglied des Vorstands der Verwaltungsabteilung sowie Mitglied des Aufsichtsrats der Geschäftsabteilung der Reichsfleischstelle mit dem Titel eines Oberamtmanns nach Berlin entsandt. Von April 1920 bis April 1925 war er Oberamtmann des Oberamts Backnang. Am 8. April 1925 erhielt er die Ernennung zum Regierungsrat. Am 20. April 1925 wurde er in die Ministerialabteilung für Bezirks- und Körperschaftsverwaltung des Innenministeriums berufen. Am 31. Dezember 1926 wurde er zum Oberregierungsrat befördert. Am 1. Mai 1937 trat er in den Ruhestand.